# Narrenmaske
Die Narrenmaske war im Mittelalter das Symbol der Redefreiheit, die Schweigerose das Symbol der Verschwiegenheit.
Narrenmasken bzw. -figuren befinden sich an den Rathäusern der Altstädte von Eisleben und Wernigerode, dem Renaissancerathaus von Bad Gandersheim, dem ehemaligen Ratskeller von Osterwieck und den Rolandssockeln von Magdeburg, Gardelegen und Stendal. Im Rittersaal der Burg Eltz befinden sich als Verzierungen an einem Pfeiler bzw. über der Tür eine Narrenmaske und eine Schweigerose.